# Кадавид Марин, Фидель Леон
Фидель Леон Кадавид Марин (исп. Fidel León Cadavid Marín, 3.07.1951 г., Санта-Фе-де-Антиокия, Колумбия) — епископ Римско-Католической церкви, епископ Кибдо с 25 июля 2001 по 2 февраля 2011 год, епископ Сонсон-Рионегро с 2 февраля 2011 года.
.

## Биография
Фидель Леон Кадавид Марин родился 3 июля 1951 года в городе Санта-Фе-де-Антиокия, Колумбия. 5 октября 1976 года был рукоположён в священника.
25 июля 2001 года Римский папа Иоанн Павел II назначил Фиделя Леона Кадавида Марина епископом Кибдо. 22 сентября 2001 года состоялось рукоположение Фиделя Леона Кадавида Марина в епископа, которое совершил апостольский нунций в Колумбии архиепископ Бениамино Стела в сослужении с епископом Калдаса Германом Гарсия Исасой и епископом Пальмиры Орландо Антонио Корралесом Гарсия.
2 февраля 2011 года Римский папа Бенедикт XVI назначил Фиделя Леона Кадавида Марина епископом Сонсон-Рионегро.

## Источник
- Информация  (англ.)